# Virus (banda)
Virus es un grupo de rock y pop argentino fundado el 11 de enero de 1980 en la ciudad de La Plata, Argentina. Virus tuvo un papel fundamental en la corriente new wave de los años 1980 en Argentina junto con otros grupos musicales como Los Abuelos de la Nada, Soda Stereo y Sumo. Algunas de sus canciones del grupo más populares del momento son «Amor descartable», «Wadu-Wadu», «Luna de miel en la mano», «Pronta entrega», «Imágenes paganas», «Sin disfraz», «Encuentro en el río», «El probador», «Destino circular», «Tomo lo que encuentro» y «Mirada speed».
Ya desde sus inicios como uno de los números más emblemáticos del new wave en Argentina de inicios de los '80, protagonizaron la renovación musical argentina que se dio con el final de la dictadura y la vuelta a la democracia en 1983.
Sus letras irónicas y divertidas, en las que con juegos de palabras se criticaba al rock nacional, sus composiciones con arreglos sofisticados pero pegadizos que invitaban a la gente a divertirse, su moderno y potente sonido new wave y su peculiar estética en el escenario, lograron que la banda posea una personalidad definida dentro del rock en español de la época, considerado hasta entonces "solemne" y "acartonado". Por esta razón, lograron acaparar tanto elogios como críticas de los medios masivos. Sus críticos los tildaron de "frívolos", por romper con la exigencia de complejidad compositiva, virtuosismo técnico, profundidad metafísica y/o compromiso social de las letras que hasta entonces se consideraba debía caracterizar la música de las más grandes bandas del rock nacional en la década anterior de los 70' (progresivo, sinfónico, de jazz-fusion etc), o "escandalosos" por su aparentemente superficial propuesta de "solo bailar y divertirse", por la artificialidad de las poses melodramáticas o andróginas de su cantante, por su humor y referencias al sexo, etc. 
En sus inicios el grupo estaba conformado por Federico Moura (voz), Marcelo Moura (teclados, segunda voz y coros), Julio Moura (guitarra), Ricardo Serra (guitarra), Mario Serra (batería) y Enrique Mugetti (bajo). No obstante, luego habría cambios de integrantes.
Debido a que Federico fue diagnosticado de VIH/sida en 1987, a fines de 1988 mientras comenzaban las sesiones de grabación del octavo disco del grupo llamado Tierra del Fuego. Federico no pudo seguir debido a la gravedad de su salud, decidió alejarse del grupo, alentando a sus compañeros para que continuaran y que su hermano Marcelo ocupe el rol de cantante. Finalmente, Federico falleció en la madrugada del 21 de diciembre de 1988. Virus continuó tocando hasta 1990.
Tras la pausa, volvió a juntarse en el año 1994 con un "show sorpresa" en el boliche La Casona de Lanús presentando una nueva formación y con Marcelo como cantante principal, estableciéndose nuevamente dentro del circuito del rock de Argentina. Actualmente está conformada por Marcelo Moura (voz, teclados, guitarra y percusión), Julio Moura y Mario Serra (batería), Fernando Monteleone (teclados) y Ariel Naón (bajo).
Marcelo Moura confirmó en una entrevista en 2020, que el grupo se encontraba ensayando para su "regreso" por el "40 Aniversario" de la banda pero debido al Aislamiento social preventivo y obligatorio por la pandemia de COVID-19 se detuvo la actividad. Como novedad se dio a conocer el regreso del miembro fundador Mario Serra (baterista original) que no participaba en la banda desde 1994. Hasta el momento no hay fechas de shows, pero se sabe que ya firmaron contrato para seis años en la que sería una gira despedida con la cual incluso llegarían a México (país al que la banda nunca fue).
Virus pasó a la historia como una de las más emblemáticas bandas del rock en español, recibiendo la aclamación de la crítica: el ranking de las 500 mejores canciones iberoamericanas de rock por la revista estadounidense Al Borde en 2006 premió sus canciones «Una luna de miel en la mano» (131°) e «Imágenes paganas» (35°); el de las 100 mejores canciones del rock español por la revista Rolling Stone España y MTV en 2002 les dio los puestos 62° y 21° respectivamente y un ranking similar hecho en 2007 por Rock.com.ar premió sus canciones «Wadu-Wadu» (72°) e «Imágenes paganas» (35°).
El ranking de los 250 mejores álbumes del rock iberoamericano por Al Borde en 2006 premió su álbum Locura (158°); y el ranking de los 100 mejores álbumes del rock argentino por la Rolling Stone Argentina en 2007 premió sus álbumes Wadu-Wadu (54°) y Superficies de placer (18°). Su álbum en vivo Vivo consiguió el puesto 3° en el ranking de los 10 mejores álbumes en vivo de la historia del rock español, realizado por la revista Rolling Stone España en 2007.

## Historia

### Prehistoria: De "Duro", "Las Violetas" a "Virus" (1979-1980)
Las bandas platenses amateur Marabunta (en la que tocaban Julio Moura, Marcelo Moura y Enrique Mugetti) y Las Violetas (en la que tocaban los hermanos Serra) deciden fusionarse en una nueva agrupación.
En un primer momento se llamaron «Duro» y estaba conformado por Laura Gallegos en voz, Julio Moura en guitarra y coros, Ricardo Serra en segunda guitarra, Marcelo Moura en percusión y coros, Mario Serra en batería y Enrique Mugetti en bajo.
El grupo sonaba bien, pero sentían que la voz de Laura no era la adecuada para el tipo de música que hacían. Así, comenzaron a buscar un nuevo cantante.
Justo en ese momento, Federico Moura vivía en Brasil y en un viaje "relámpago", Marcelo y Julio deciden ir a visitarlo. Entre charlas le comentan sobre la banda, y que no conseguían un cantante acorde a su música; es entonces que le proponen a Federico ser el nuevo cantante, este último acepta y entusiasmado con el proyecto, decide regresar a la Argentina. Finalmente, Laura Gallegos es reemplazada por Federico Moura, y Marcelo Moura pasa de la percusión a los teclados, quedando Mario Serra como baterista estable.

### Sus inicios y primeros discos (1980-1982)
Ya con Federico como cantante, el grupo decide cambiar el nombre "Duro" por el de "Virus". El nuevo nombre surgió porque Julio Moura había contraído una fuerte gripe en un viaje y sus amigos bromeaban con el, diciéndole "Virus".
La banda ensayó intensamente durante un año y debutó oficialmente el 11 de enero de 1980 en un club de la ciudad de La Plata, justo el mismo día en el que Marcelo cumplía 20 años. Durante ese año, Virus tocó en pequeños bares y pubs platenses y porteños. La primera presentación masiva de Virus, fue en el Festival Prima Rock, en Ezeiza (Buenos Aires), el 21 de septiembre de 1981. En ese festival, el sonido y la estética de Virus, no fue bien recibida por el público que asistió (que en casi su totalidad eran hippies). Los asistentes les comenzaron a arrojar naranjas y les dieron la espalda. Mientras Federico pateaba las naranjas que recibía, provocó al público diciendo:

Levantamo' el culo del piso, y bailamos un poco. ¡Muestren como hacen temblequear sus piernuchas!

Aunque la banda no fue bien recibida en el festival, captó la atención de algunos sellos discográficos. Una semana después del Prima Rock, entraban a grabar en la discográfica CBS (conocida actualmente como Sony Music) su álbum debut.
Wadu-Wadu (1981), el primer LP, contiene 15 temas, con una duración promedio de 2'30 cada uno. El letrista principal del grupo fue Roberto Jacoby, quien desarrolla el concepto de "Estrategia de la alegría".
En una época en la cual el rock argentino se ocupaba de temas sociales y "serios", fueron acusados de frívolos, por la música bailable con letras irónicas. Una muestra de esta controversia fue el reportaje a Federico:

«Hay quienes piensan que las letras de ustedes no están hechas para pensar...», infiere el periodista. «Pero no es tan complicado, nuestras letras son simples. El que no las pesca es porque no piensa», responde Federico.

Roberto Jacoby, (letrista de la banda) tiempo después también se refirió al tema de la siguiente manera:

«Si se piensa por un instante que el país estaba saliendo de una dictadura militar, la familia Moura tenía un miembro de la familia, con su mujer y su hijo, desaparecidos, entonces se veía muy raro que se tocara música demasiado alegre y transgresora, pero esa era la idea, la estrategia: "en medio de la tragedia, bailar y disfrutar de estar juntos puede ser vivido también como un acto político de tremenda potencia disruptiva".

«Soy moderno, no fumo» y «Wadu-wadu» fueron elegidos como cortes de difusión, que lograron tal propósito gracias a Lalo Mir, que conducía "9PM" por Radio del Plata, y Alejandro Pont Lezica, de Radio Rivadavia.
En la presentación del disco (18 de diciembre de 1981 en el teatro Astral) debutó como músico el periodista Roberto Pettinato, que por entonces dirigía la revista El Expreso Imaginario y que también apoyaba a Virus. La imagen ambigua del grupo motivaba reacciones adversas de parte del público y comentarios prejuiciosos de la prensa. Al respecto, Marcelo Moura explica: 

Federico era homosexual, entonces naturalmente su estética era así. No es que quisiese promover o valorizar eso, simplemente actuaba como era. Y como Federico era el cantante, el que hacía las notas y el que más aparecía en televisión, era la imagen que representaba al grupo.

Federico y Jacoby se ocuparon del vestuario y de la puesta en escena de los shows que realizaron durante la Guerra de Malvinas. Al comenzar, un ciego sintonizaba una radio a galena que colgaba de su cuello y de fondo se escuchaba «Entra en movimiento». Luego el grupo entero subía al escenario disfrazado de anciano, mientras en una pantalla se proyectaban imágenes de una manifestación en la Plaza de Mayo, con el tema «Todo este tiempo perdido».
Para ese entonces, el gobierno de facto presidido por Leopoldo Fortunato Galtieri, mediante el Poder Ejecutivo convocó a los productores más importantes para que organizaran el Festival de la Solidaridad Latinoamericana, un festival para recaudar alimentos, dinero y abrigos para los soldados que luchaban en la guerra de las Malvinas. La fecha elegida fue el 16 de mayo de 1982 y se hicieron presentes todos los músicos importantes: Charly García, Luis Alberto Spinetta, León Gieco, Raúl Porchetto, Litto Nebbia. Virus también recibió invitación, pero como los Moura tienen un hermano desaparecido por la Dictadura Militar, intuyeron el verdadero fin de este festival y decidieron no participar. Marcelo Moura recordaría ese hecho de la siguiente manera:

Nos negamos a participar, y finalmente fue lo que fue. Todo lo que se recaudo fue a para a las casas de los militares, no les llegó nada a los soldados.  Nosotros sabíamos que era así (...), pero creo que todos los músicos que participaron lo hicieron creyendo de que estaban haciendo un bien.

Para la ocasión, compusieron el tema El Banquete, que incluyeron en Recrudece (1982), su segundo disco. Este disco tuvo nula difusión y fue el trabajo menos vendido de la banda.
El grupo opina que el álbum no satisface todas las necesidades técnicas de grabación. Fue presentado en el Teatro Coliseo con una puesta en escena bastante original para la época.

### Inicio de la popularidad:Agujero interioryRelax(1983 - 1984)
Agujero interior fue el primer disco masivo de Virus. Con la producción artística de Danny y Michel Peyronel, salió a la venta en diciembre de 1983, juntamente con la asunción de Raúl Alfonsín y el final de la dictadura militar. Este trabajo sería editado en CD recién en 1995.
Virus grabó un simple de demostración para difundir el sencillo "Agujero Interior" el cual contiene una versión diferente a la que salió en el LP de difusión número de placa dep 300 Editado por CBS Discos, hoy considerado el santo grial de la banda. Por entonces, varios sectores de la sociedad declararon estar "avergonzados y escandalizados" por estos músicos. El líder de la banda comentaba al respecto:

La situación me parece muy buena - comenta Federico - Creo que alguien cuestiona un hecho cuando realmente le molesta. (...) Y me parece muy bien, porque estás golpeando puertas. No estás planeando golpearlas, las estás golpeando y le estás creando preguntas a alguien. Estamos movilizando, estamos tocando estímulos más fuertes, y por eso la gente se adhiere o te rechaza, pero siempre con fuerza.

A mediados de 1984 se separa de la banda Ricardo Serra, por diferencias musicales. En un estilo new wave más tecno, grabaron el siguiente trabajo, Relax (1984).

### La consagración:LocurayVivo(1985 - 1986)
Locura (1985) se grabó en los Estudios Moebio de Buenos Aires y vendió más de 200.000 copias (hasta ese momento, el disco más exitoso había sido Relax, con 40.000). Es el disco preferido de Federico y el más sexual de todos. «Una Luna de Miel en la Mano» es un homenaje a la masturbación; «Sin disfraz» trata sobre un taxi-boy; «Pronta Entrega» es una valorización de las relaciones sexuales.
Como consagración de una extensa y exitosa gira por todo el interior, Virus graba Virus Vivo en el Estadio Obras, los días 15, 16 y 17 de mayo de 1986. Para la ocasión prepararon versiones nuevas de todos los temas, ya que la crítica coincidía en calificarlos de muy «profesionales, pero un poco fríos». Si a esto se le sumaba el hecho de ser una recopilación, el disco redundaría en una repetición de los éxitos anteriores. A las grabaciones en vivo se sumó una nueva canción, «Imágenes paganas» se convertiría en uno de los hits más exitosos del año y del grupo. Continuaron luego con una gira por Sudamérica que los llevó a Perú (75.000 personas en 3 presentaciones en la Feria del Hogar), a tres conciertos llamados Free Concert en Chile repletando en Santiago el Estadio Chile, La Serena y en La Casa Del Deporte de Chillán al sur del país, para luego a viajar a Paraguay (4000 personas en el Rowing Club de Asunción, primer concierto al aire libre sin sillas organizado en ese país).

### La obra maestra y malas noticias:Superficies de Placer(1987)
Superficies de placer fue grabado en Río de Janeiro entre abril y agosto de 1987. Este es un álbum en el que la mayoría de los temas fueron compuestos sin la intervención del resto del grupo, como ocurría antes. Las playas cariocas serían la locación perfecta para grabar en un ambiente de relajación, lejos de las extensas giras y de presiones lógicas de una banda ya consagrada y consolidada. En las primeras semanas, la grabación se dificultó por una intensa neumonía de Federico, que lo tuvo 15 días en cama, casi sin poder comer. El tercer médico que lo atendió le recomendó realizarse el test del VIH, una infección sobre la cual había todavía mucho desconocimiento pero que estaba teniendo un impacto muy grande en muchos países, aunque todavía no tanto en Argentina. El resultado fue positivo. La banda se vio sacudida:

«Nos shockeó, fue como una patada al hígado, -recuerda Marcelo-, Se armó como una onda de desazón general. Lo que había sido un plan antiestrés (grabar en Brasil), terminó siendo lo más estresante del mundo. Terminamos el disco a las patadas; todos los valores se cambiaron de un día para el otro»).

A casi 9 meses del último show en la ciudad de Buenos Aires, Virus presentó el nuevo material en dos recitales en el Estadio Obras. Era un período en el cual nadie tenía ánimos para seguir, con excepción del propio Federico: cuando ninguno sabía si podría aguantar el trajín de los ensayos y los shows, Federico insistió para que se realizara. La banda brindó conciertos por Argentina y Sudamérica hasta finales de mayo de 1988, donde se cancelaron un par de fechas y una gran gira promocional por México y Estados Unidos debido a la cada vez más delicada condición de Federico. Sin embargo, esto no fue impedimento para nuevas composiciones y la idea de lanzar nuevo material.
Superficies de placer es considerado por muchos críticos y músicos de la escena como la obra cumbre del grupo. Ya en este trabajo los teclados, sintetizadores, cajas de ritmos y guitarras eléctricas son usados para crear atmósferas sugerentes, introspectivas y melancólicas, alejándose un poco de los ritmos bailables y pegadizos de los álbumes anteriores, pero evidenciando notablemente una gran evolución y madurez tanto compositiva como lírica. 
En el año 2007 (20 años después de su lanzamiento) el álbum aparece en el top 20 en un ranking de los "100 mejores discos de la historia del rock Argentino", publicado por la revista de música especializada "Rolling Stone", así mismo en ese año, varios jóvenes artistas lanzan un álbum tributo llamado "Intimidó mi corazón", con reversiones de todas las canciones del disco, demostrando claramente la trascendencia y el legado de la obra por sobre el paso del tiempo, y ganándose un gran lugar ya no solo dentro del rock, si no de toda la música argentina.
Tierra del Fuego (1989) es el primer LP sin la participación de Federico, quien concurrió al estudio los dos primeros días, pero no pudo continuar. Había participado en únicamente dos temas: «Un amor inhabitado» y «Lanzo y escucho». La banda quiso abandonar la grabación y disolver el grupo, pero Federico ordenó que continuaran y le pidió a Marcelo que ocupara su lugar.

### Tierra del Fuegoy la muerte de Federico (1989)
Federico Moura murió el 21 de diciembre de 1988. A un año de la muerte de Luca Prodan y a nueve meses de la de Miguel Abuelo, se cerraba así la década de los 80, musicalmente hablando.
La presentación oficial de Tierra del Fuego fue, en realidad, un homenaje a Federico. Luis Alberto Spinetta, Charly García, Andrés Calamaro, Gustavo Cerati, Patricia Sosa y Fito Páez son algunos de los músicos que, espontáneamente, concurrieron al show y cantaron como invitados.

«En honor a la estética personal que siempre caracterizó a Federico, algunos periodistas que sabíamos hace tres o cuatro meses que estaba condenado a muerte, nos organizamos en una conspiración de silencio, y quizás también de esperanza en un milagro de esos que rara vez se producen. No fue casual que la mayoría de los integrantes de esa conspiración perteneciéramos a la misma generación de Jorge y Federico. Nos unió la solidaridad hacia alguien que respetamos profundamente y la conciencia de que, según parece, serán muy pocos los de nuestra generación que logren morirse de viejo».

Marcelo Moura, tomó el rol de vocalista de Virus (por iniciativa de Federico) en 1988.

Luego de mucho ensayar con la nueva formación, Virus salió de gira por todo el país y luego por el exterior. Sin embargo, ya no existía la disciplina interna y no había forma de restablecer las rutinas de ensayos y composición. Daniel Sbarra y Enrique Mugetti ya habían tomado la decisión de alejarse de la banda, aunque ofrecieron seguir tocando hasta que les encontraran reemplazantes.
Disolvieron el contrato con la discográfica y realizaron algunos shows en forma independiente, pero sin éxito. El recital despedida fue el 29 de septiembre de 1990 en el estadio de River, como teloneros de David Bowie y Bryan Adams.

### El resurgimiento (1994-presente)
En marzo de 1994, Virus se juntó para la nostalgia en un pub en Lanús, y para sorpresa del grupo, el lugar se había llenado de jóvenes que los fueron a ver.
Meses más tarde, se juntaron nuevamente para tocar en La Plata, su ciudad natal, en el cierre de los festejos del 112 aniversario, y se llevaron otra sorpresa, más de 120.000 personas los aclamaron, como en sus mejores épocas.
Así, Marcelo Moura comenzó un nuevo renacimiento de la banda, acompañado en esta oportunidad por Julio Moura y Daniel Sbarra en guitarras, Enrique Mugetti en bajo, Aitor Graña en batería y Patricio Fontana en teclados y graban el disco 9.

#### Virus en los 2000

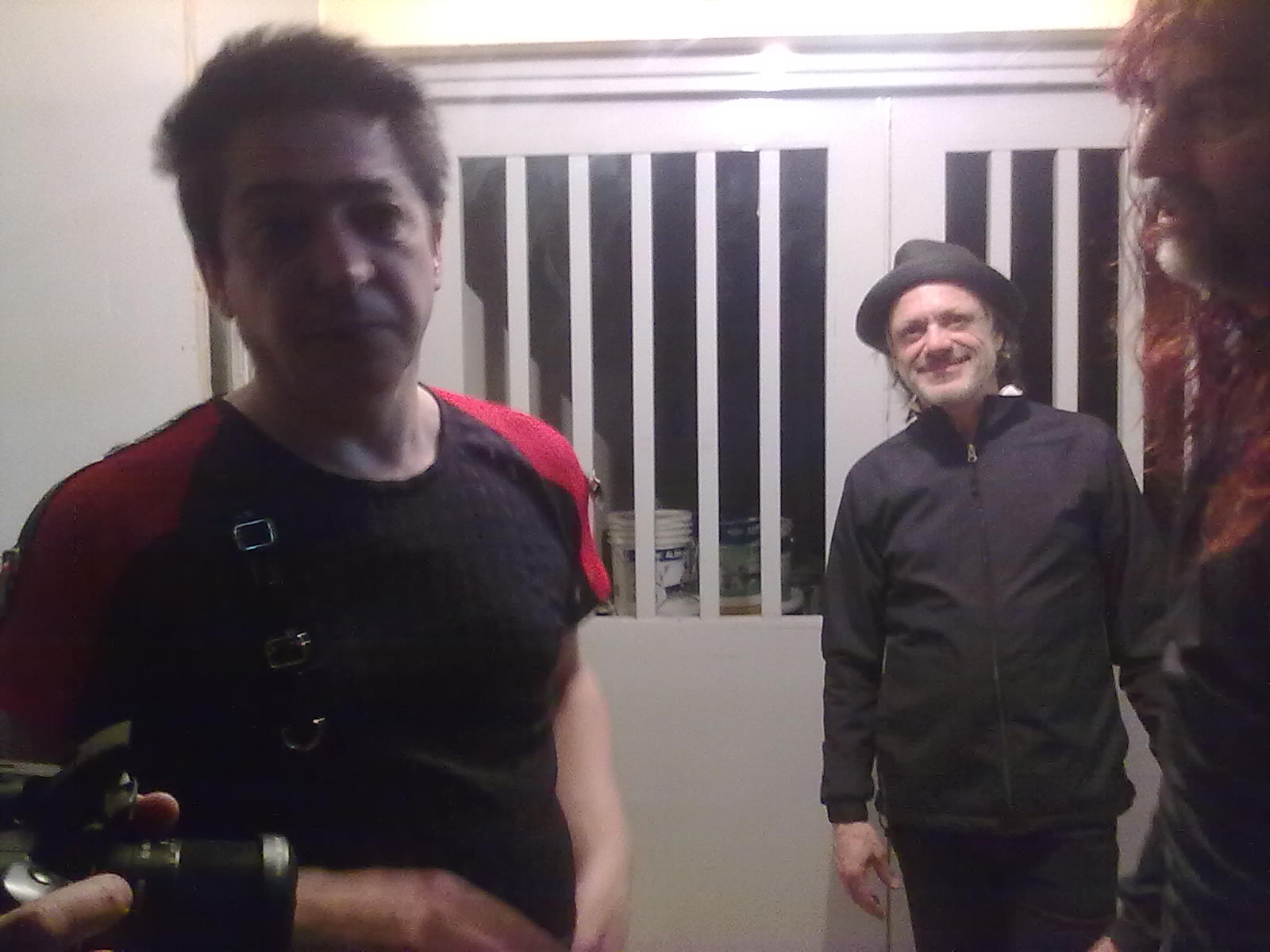
Daniel Sbarra junto a los hermanos Julio y Marcelo Moura, los máximos representantes de Virus. Al costado un fan de la banda.

A partir del 2000 Virus siguió girando por Argentina y varios países de Latinoamérica, como Chile, Uruguay, Paraguay y Perú.
En 2000, Virus graba dos canciones inéditas para incluirlas en el álbum Obras cumbres. Las elegidas fueron «El tecnofón» y «Danza de Bengalas», esta última con alta rotación en las radios argentinas.
En 2001, lanzan el EP interactivo «Todo gira al revés» que incluye dos canciones nuevas, dos demos inéditos y el videoclip «Danza de Bengalas».
Como festejo de su 25 aniversario, Virus realizó en el 2004 una serie de recitales en el Teatro ND Ateneo. La formación de la banda para la ocasión era los hermanos Moura, Enrique Mugetti (bajo, guitarra y coros); Daniel Sbarra (guitarra y coros); Aitor Graña (batería y programación) y Patricio Fontana (teclados). Comentó Julio Moura:

Cada noche, la banda presentó un repertorio distinto: "Virus es canción" (con clásicos unplugged y adelantos de su próximo CD); "Virus es pop" y "Virus es rock". Es un delirio, porque tocamos setenta temas en tres días. Pero ese tipo de desafíos siempre nos moviliza. No nos gusta mirar atrás, queremos estar siempre en movimiento

En 2005, Virus sufrió algunos cambios y se incorporaron a la banda Fernando Monteloene (teclados), Lulo Isod (batería) y Ariel Naón (bajo), reemplazando a Fontana, Graña y Mugetti, respectivamente. Con esta formación, en 2006 lanzan el disco Caja negra, que es el registro de un show en vivo de Virus en el teatro Coliseo más cinco canciones nuevas grabadas en estudio. La placa cuenta con artistas reconocidos de Argentina como invitados (como Ale Sergi, Pity Álvarez, Adrián Dárgelos y Ciro Pertusi).
En 2009, el baterista de Virus, Lulo Isod, es convocado por Ciro Martínez (exlíder de Los Piojos) para formar parte de su nueva banda Ciro y los persas. Lulo es reemplazado por Nicolás Méndez.

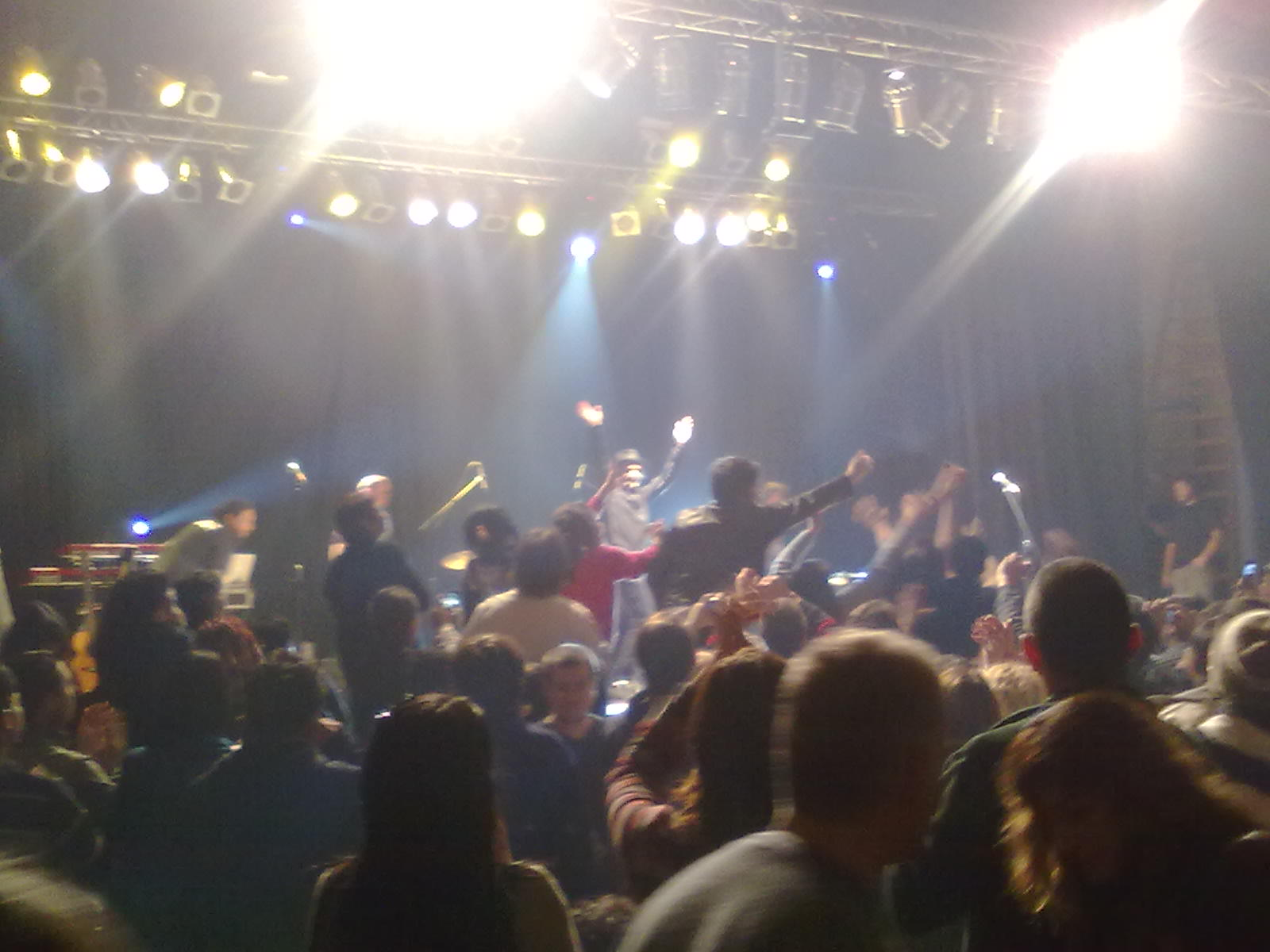
Virus en Comodoro Rivadavia en 2010.

En 2011, festejaron los 30 años de Wadu-Wadu en el Teatro Ópera. En el año 2012, paralelamente a Virus, Marcelo Moura edita, junto a Ale Sergi el álbum Choque.
En 2013, el director de cine Sergio Constantino realiza el film Imágenes paganas, un documental en formato opera-rock, sobre la historia Federico Moura y Virus. Paralelamente, se cuenta la historia de una fan de la banda, protagonizada por Paloma Kippes y Noelia Antunez. Julio y Marcelo Moura, su madre, exintegrantes del grupo, familiares y amigos participan de este film. La película fue estrenada el 19 de abril de 2013 en el Buenos Aires Festival Internacional de Cine Independiente (BAFICI), y proyectada en el anfiteatro del Parque Centenario. Esa noche, después de la proyección del film, en el mismo anfiteatro y ante más de 10.000 personas, la banda sube al escenario en un espectáculo histórico, con varios músicos de la escena nacional como invitados. Participaron Chano Moreno Charpentier, Cachorro López, Carlos "El negro" García López, Ale Sergi, Vicentico y Charly García. Esa misma noche, Virus recibe la distinción de Embajadores Culturales de la Ciudad de Buenos Aires.
En 2015, lanzan el álbum 30 años de Locura, un disco en vivo en el Teatro Ópera, homenajeando al álbum que los hizo exitosos. Este disco refleja la calidad musical que tiene Virus en vivo. Además, se suman tres nuevas versiones de los clásicos "¿Qué hago en Manila?", "Danza narcótica" y "Transeunte sin identidad", tocadas en formato unplugged, con un cuarteto de cuerdas (también grabados en vivo). Las entradas para este show, se agotaron semanas antes de la función. Luego, realizan varios shows por el interior de Argentina, siendo su último show del año en la ciudad de Rosario.
Tiempo después, la banda decide realizar un nuevo impasse. Marcelo y Julio Moura lanzan cada uno un disco solista: Marcelo lanza Disculpen la de Moura (2016) y Julio, Enigma IV (2018).
El 8 de junio de 2019, en el marco del Festival Provincia Emergente brindado en el Estadio Único de la ciudad de La Plata, se rinde un show en homenaje a Federico Moura y la obra de Virus. Artistas de varios géneros se reunieron para celebrar a Federico. Con Juanchi Baleirón en guitarras, Javier Malosetti en bajo, Gabriel Pedernera en batería y Diego Blanco junto a Fernando Monteleone (Virus) en teclados, varios artistas se subieron al escenario a cantar las canciones más emblemáticas del grupo. Participaron del show Soledad Pastorutti, Ángela Torres, Manuel Moretti de Estelares, Walas de Massacre, Eruca Sativa, Leo García, Louta, Miss Bolivia, Miranda!, Lali Espósito, David Lebón y los hermanos Moura.

### Actualidad
A principios de 2020, Marcelo Moura anuncia que Virus vuelve a reunirse en una gira de despedida. Debido a la Pandemia de Coronavirus, la gira se pospuso. En 2021, a medida que se alejaba la pandemia, la banda retomó sus actividades paulatinamente, reincorporando a Mario Serra, el baterista original. El 25 de agosto, el grupo reapareció en un pequeño show acústico para la presentación de una serie de EP en homenaje a la banda. El primero, Virus, un viaje de placer cuenta con la participación de Joaquín Vitola, Rayos Láser, Bruno Albano, Potra, Javiera Mena, Alejandro Paz, Moreno Veloso e Ignacio Rodríguez. Del segundo, lanzado ese mismo año, participaron Potra, Massacre, Leo García, Ibiza Pareo, UMA, Vitaset y Superido. 
En 2022, el regreso de Virus participó del festival Quilmes Rock, donde invita a Benito Cerati para interpretar «Una luna de miel en la mano». En 2023, se presentan en marzo en el mítico Estadio Luna Park, con todas las entradas vendidas, y al mes siguiente realizan dos presentaciones más en el Club Niceto de Buenos Aires. Posteriormente, continúan presentándose por toda Argentina y realizan presentaciones en Perú (Lima) y Chile (Concepción, Santiago y Mostazal). En 2024 se presentan ante más de 120 mil personas en el Fiesta de la Independencia de Talca (Chile), luego de lo cual suman 3 fechas más en ese país (18 de Octubre en Valdivia, 19 de Octubre y 15 de Diciembre en Santiago).
El 12 de abril de 2024, Virus se presenta en el Movistar Arena de Buenos Aires, el que ese espectáculo se convierte el show pago más convocante de la banda después de la muerte de Federico Moura, con una asistencia de 15.000 espectadores. El show es registrado para la grabación de un nuevo álbum y DVD publicados por Sony Music. A fines del mes de mayo, la banda giró por primera vez en España en el marco del Festival Vibra, con fechas en Madrid, Barcelona, Mallorca, Alicante y Málaga. En octubre de 2024 se lanza el sencillo "VIVO AMOR" que incluye dos canciones grabadas en vivo, como adelanto del nuevo álbum con material nuevo y el show registrado en Movistar Arena. 
Virus sigue girando por Argentina y Sudamérica.

## Impacto y legado
Virus, desde sus inicios, ha innovado y transgredido, así como influido. La banda encabezó la revolución en el pop argentino gestando una evolución que supera las influencias clásicas del rock and roll anglosajón de The Beatles y The Rolling Stones, para dar lugar a las nuevas tendencias. La principal razón por la que se destacó Virus es su originalidad. Ese sonido característico que bien es encajable bajo el estilo new wave pero sin embargo, no reconoce influencias directas de ninguna banda, lo que hace que se destaquen su originalidad, vanguardia y creatividad en clave autóctona. Virus no solo utilizó la música, sino varias armas para crear un auténtico espectáculo para el público. Dio valor a la estética, la expresión artística, la comunicación con el público de un modo particular.
Las bandas de pop argentino y latinoamericano posteriores señalan generalmente a Virus como una influencia. Esto queda en evidencia al revisar las bandas, músicos y cantantes de géneros que van del floklore al rock, pasando por el reggae y el pop, que han participado de recitales y grabaciones en homenaje como los EP «Virus - Viaje de placer» (1 y 2, 2022), así como el documental Imágenes paganas (2013) (ver arriba "Virus en los 2000" y "Actualidad").
Virus es además considerada influencia fundamental de una exitosa banda de la escena del rock and roll argentino, Soda Stereo. Federico Moura produjo el álbum debut Soda Stereo. Marcelo Moura prestó teclados a Soda Stereo en sus primeros recitales, y Federico Moura tocó teclados en el primer show de Soda Stereo en 1984. Soda Stereo participaría más adelante para homenajear a Federico Moura, cantante difunto de Virus, en dicha ocasión, tocarían juntos los músicos de sus respectivas bandas, en una misma agrupación llamada "Vida" (Virus + Soda).

## Miembros
Miembros actuales
- Marcelo Moura – Voz (1988 - presente); sintetizadores, piano, percusión y coros (1980 - 2004); bajo y guitarras (1995 - presente).
- Mario Serra – Batería y caja de ritmos (1980 - 1995) (2020 - presente).
- Patricio Fontana – Teclados, sintetizadores y piano (1994 - presente); bajo y guitarras (1995-presente).
- Pablo Rica – Bajo (2024-presente).
- Agustín Ferro – Guitarras (2020-presente).
- Francisco Podesta – Guitarras (2025-presente).

Miembros anteriores
- Federico Moura – voz, guitarra, sintetizadores, percusión (1980–fallecido en 1988)
- Julio Moura – Guitarras, percusión y coros (1980 - 2024).
- Ricardo Serra – guitarra, coros (1980–1984)
- Daniel Sbarra – guitarra, sintetizadores, percusión, coros (1984–2015)
- Pablo Mugica – bajo, percusión, coros (1988–1990)
- Enrique Mugetti – bajo (1980–2005); sintetizadores, piano, coros (1980–2005); guitarras (1995–2005)
- Fabián Vön Quintiero - teclados, sintetizadores (como músico invitado) (1990)
- Aitor Graña – batería, percusión, programación (1995–2006)
- Ludo Isod – batería, percusión (2006–2009)
- Nicolás Méndez – batería, percusión (2009–2015)
- Fernando Monteleone – teclados, sintetizadores, programación, piano, percusión, coros (2006–2015)
- Ariel Naon – Bajo, contrabajo y coros (2006-2024); guitarras y teclados (2009-2024).

## Discografía

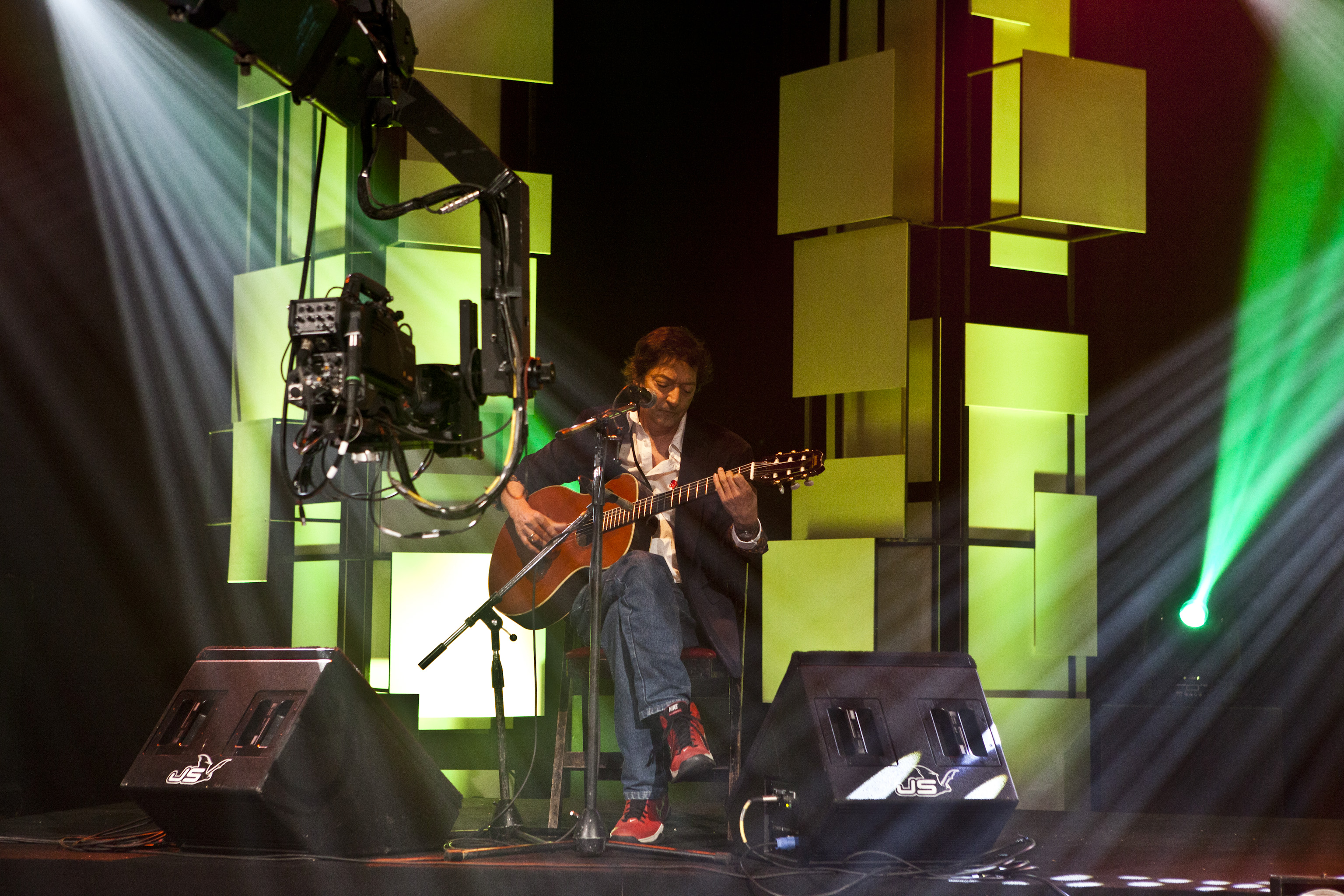
Julio Moura, guitarrista y vocalista del grupo desde sus inicios.

### Álbumes de estudio
- Wadu-Wadu (1981)
- Recrudece (1982)
- Agujero interior (1983)
- Relax (1984)
- Locura (1985)
- Superficies de placer (1987)
- Tierra del Fuego (1989)
- 9 (1998)

### Álbumes en vivo
- Vivo (1986)
- Vivo 2 (1997)
- Caja negra (2007)
- 30 años de Locura (2015)

### EP
- Todo gira al revés (2001)

### Álbumes recopilatorios
- Grandes éxitos (1987)
- Obras cumbres (2000)

### VHS
- Chateau rock (1992)

### DVD
- Caja negra (2007)

### Sencillos
- Wadu Wadu: Wadu Wadu, Soy moderno, no fumo, El rock en mi forma de ser, Loco coco (1981)
- Recrudece: Ay qué mambo, El 146, Bandas chantas arañan la nada, Entrá en movimiento (1982)
- Agujero interior: Hay que salir del agujero interior, El probador, Carolina, En mi garaje, ¿Qué hago en Manila?, Los sueños de Drácula (1983)
- Relax: Amor descartable (1984)
- Locura: Pronta entrega, Pecados para dos, Destino circular, Tomo lo que encuentro, Sin disfraz, Una luna de miel en la mano (1985)
- Virus Vivo: Imágenes paganas (1986)
- Superficies de placer: Superficies de placer, Danza Narcótica, Encuentro en el río (1987)
- Tierra del Fuego: El de moño negro, Un amor inhabitado (1988), Despedida nocturna (1989)
- 9: América fatal, Amor Descartable Versión II (1998), Extranjero (1999)
- Obras cumbres: Tecnofón, Danza de bengalas (2000)
- Caja negra: Pronta entrega, Una luna de miel en la mano (2006)
- VIVO AMOR: Amor Descartable, Amor o Acuerdo (2024)